# Malý Čepčín
Malý Čepčín (maďarsky Kiscsepcsén) je obec na Slovensku v okrese Turčianske Teplice. V roce 2023 zde žilo 543 obyvatel.

## Historie
První písemná zmínka o obci pochází z roku 1254.

## Geografie
Obec se nachází v nadmořské výšce 465 metrů a rozkládá se na 3 km2. K 31. prosinci roku 2017 žilo v obci 539 obyvatel.